# Silo
Silo — программное обеспечение для трёхмерного моделирования, разработанное компанией Nevercenter. В отличие от других пакетов для 3D моделирования, в Silo сделан акцент на быстрое моделирование, а не текстурирование. В программе имеются продвинутые возможности для моделирования любых объектов: от непредвзятой техники до сложных высокополигональных органических объектов. Среди возможностей программы следует выделить создание поверхностей вращения, работа с поверхностями разбиения, моделирование с использованием булевых операций. Положительной чертой программы также является использование горячих клавиш.

Окно программы Silo

Начиная с версии Silo 2.1 программа выпускается в двух вариантах:
- Silo Core (по цене $99) — содержит лишь средства для моделирования
- Silo Professional (по цене $159) — плюс к Silo Core — инструменты для текстурирования, рисования по поверхностям моделей и пр.

В новой версии были улучшены инструменты создания UV-развертки, появился новый инструмент Surface для изменения топологии трехмерных объектов, поддержку изображений в формате .tiff.

## История версий программы
Ошибки программы 2.1. 
Есть недостатки со стороны кистей — при неправильной настройке координат (экранных, мировых) программа может сильно тормозить или закрыться полностью.
Будьте осторожны (чаще сохраняйте) в режиме правки UV координат.
Отключите автоматическое сохранение файлов.
Программа не понимает кириллического текста.
Имеются проблемы с длинными путями сохранения и открытия файлов.
Программа может закрыться или некорректно сохранять, если в сцене имеется много (более 5 объектов)
В версии 2.2 большинство недостатков было устранено. В августе 2017 года вышла новая версия программы — 2.5.0.